# والت بايز
والت بايز (بالإسبانية: Walt Báez)‏ هو لاعب كرة قدم أوروغواياني في مركز الدفاع، ولد في 29 نوفمبر 1978 في مونتفيدو في الأوروغواي. لعب مع بيلا فيستا وميونيسيبال ونادي دانوبيو.

## وصلات خارجية
- والت بايز على موقع قاعدة بيانات كرة القدم.إي يو (الإنجليزية)
- والت بايز على موقع Soccerway.com (الإنجليزية)